# Le Salaire de la peur (roman)
Le Salaire de la peur est un roman de Georges Arnaud, de son vrai nom Henri Girard, paru en 1949 aux éditions Julliard.
Le roman est dédié au père de l'auteur. Il a été vendu à plus de 2 millions d'exemplaires.
Il a fait l'objet d'une adaptation cinématographique par Henri-Georges Clouzot en 1953.

## Adaptations cinématographiques
- 1953 : Le Salaire de la peur de Henri-Georges Clouzot
- 1960 (sortie française) : Le Salaire du courage (en) de Howard W. Koch
- 1977 : Le Convoi de la peur (Sorcerer) de William Friedkin
- 2024 : Le Salaire de la peur de Julien Leclercq